# Maurice FitzGerald (1er comte de Desmond)
Pour les articles homonymes, voir Maurice FitzGerald et FitzGerald.
Maurice fitz Thomas FitzGerald, 1er comte de Desmond (mort le 25 janvier 1356 au château de Dublin, à Dublin, Irlande) est un noble du baronnage anglo-normand, Capitaine du château de Desmond (en) dans le Kinsale, proclamé souverain du Munster, et pour une brève période  Lord Justice d'Irlande. Surnommé « Maurice le Grand » il mène une  rébellion contre la couronne d'Angleterre mais réussit finalement à rentrer en grâce

## Contexte
Maurice fitz Thomas FitzGerald est le second fils de Thomas FitzGerald, 2e Baron de Desmond et de son épouse Margaret, dont l'origine familiale reste incertaine; elle serait issu de la famille de Barry ou de la maison de Bourg Son père meurt en 1298 alors que Maurice est encore un enfant. Maurice succède à son frère aîné Thomas FitzGerald, comme 3e Baron de Desmond en 1307, il hérite également d'une grande puissance et de vastes domaines

## Le baron influent

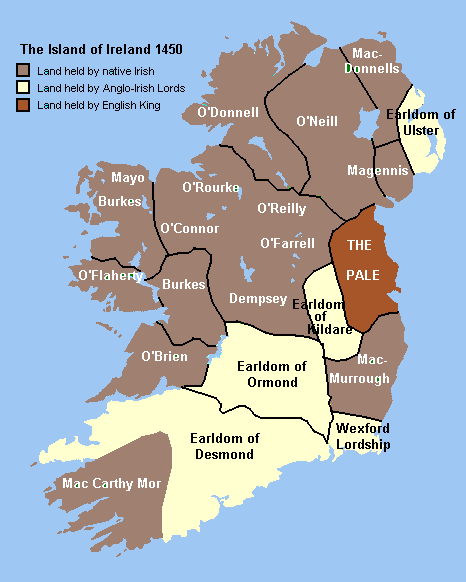
L'Irlande Normande, dont le Comté de Desmond dans le sud-ouest

En juillet 1326 son influence était telle que lors d'une rencontre à Kilkenny à laquelle il participe avec John de Bermingham, comte de Louth, le futur comte d'Ormond et le comte de Kildare ainsi que Brian Bán mac Domnaill Ó Briain et l'évêque d'Ossory et des magnats de moindre envergure, ils décident de se rebeller contre le roi d'Angleterre de prendre le contrôle de l'Irlande de désigner Maurice Fitzgerald comme « Roi » pour se répartir l'Irlande en proportion de leur participation à sa conquête. L'historiographie moderne a tendance à rejeter ce récit dans la mesures ou les prétendus conspirateurs étaient d'autres magnats qui étaient plus intéressés à accroître leur propre pouvoir qu'à consolider celui du comte de Desmond. Cette affaire fait néanmoins partie des événements qui mèneront à la déposition ultérieure du roi Édouard II d'Angleterre Maurice fitz Thomas est d’ailleurs créée  Comte de Desmond par lettre patente datée de Gloucester 27 août 1329, de plus le comté palatin de Kerry lui est confirmé pour lui-même et ses descendants mâles, to hold of the Crown by the service of one knight's fee. Cette politique de la couronne d'Angleterre avait pour but de tenter d'obtenir le soutien des magnats en leur conférant des comtés.
En janvier 1330 il est convoqué par John Darcy, Lord Justice d'Irlande, pour combattre des rebelles irlandais, avec la promesse d'une rémunération royale. C'est le comte de Desmond qui introduit la pratique de faire supporter le cantonnement des troupes par les
habitants d'une région qu'il était chargé de protéger. En acceptant la proposition du roi, en plus de soumettre le Munster il doit intervenir dans le Leinster, il met en déroute les O'Nolan et O'Murrough, incendie leurs terres dans le comté de Wicklow et les contraint à donner des otages. Il récupére le château de Ley sur les O'Dempsie et se fait délivrer 100 livres sterling à Drogheda le 24 août 1335, en échange des dépenses qu'il avait engagées pour amener ses hommes d'armes, ses hobelars et ses fantassins, de diverses parties de Munster à Drogheda, et de là, avec Lord Justice Darcy, pour disperser les ennemis du roi.
En 1331, courent de nouvelles rumeurs sur une tentative de le faire roi; bien qu'elles semblent sans fondement, la Couronne les prend assez au sérieux pour emprisonner le comte de Desmond pendant plus de 18 mois, pendant laquelle les enquêteurs déterminent que le château, la seigneurie et la domaines de Dunamark, à la tête de Bantry Bay, appartenaient à la couronne, ce qui réduit d'autant ses domaines. Il est libéré lorsqu'un certain nombre des autres nobles confirment sa bonne conduite En 1339 il est engagé contre des rebelles irlandais du comté de Kerry où il est réputé avoir tué 1 400 hommes, il fait prisonnier Nicolas, Seigneur de Kerry, et le garde en confinement jusqu'à sa mort en punition pour s'êtres rangé aux côtés des séditieux contre la Couronne. La même année il est présent lord du parlement tenu à Dublin. Il est convoqué par bref daté de  Westminster le 10 juillet 1344 avec son homonyme Maurice FitzGerald le comte de Kildare, et d'autres nobles, afin de rejoindre le roi à  Portsmouth dans l'octave de la nativité de la Vierge Marie, avec 20 hommes d'armes et 50 Hobelars, entretenus à ses frais, afain d'assister le roi contre Philippe VI de France.

## Le rebelle
Le comte de Desmond, qui avait longtemps agi « avec un certain mépris pour les subtilités de la loi » décide alors d'enté&re en révolte ouverte. En 1345 il préside une assemblée de magants anglo-irlandais à Callan, dans le Comté de Kilkenny, il ignore une convocation au Parlement d'Irlande et attaque Nenagh. Il est potentiellement un formidable opposant pendant les deux années suivantes et sa défaite est la principale préoccupation de la Couronne. Desmond fait sa réédition au Justiciar  Ralph d'Ufford, contre la promesse que sa vie sera épargnée, il est emprisonné et ses domaines confisqués. Il obtient d’être transféré sous bonne garde en Angleterre pour répondre des charges contre lui, Après réflexion pour le futur la Couronne anglaise avait compris qu'elle ne pouvait pas gouverner la seigneurie d'Irlande sans l'appui des magnats locaux: en 1348 Desmond est libéré et en 1349 il est pardonné. Sa loyauté ne sera plus jamais mise en question pendant tout le reste de sa vie.

## Dernières années
Le 8 juillet 1355 il est nommé Lord Justice d'Irlande à vie, il prend ses fonctions le 17 août mais il meurt en janvier suivant au château de  Dublin. Il est inhumé dans l'église des Frères Prêcheurs de Tralee.

## Unions et postérité
Le premier comte de Desmond contracte trois unions :
1. le 13 août 1312 à Greencastle, Catherine, cinquième fille de Richard de Bourg, comte d'Ulster, qui meurt à Dublin en 1331[13],[3].
2. Margaret, fille du prince Conchobar Ó Briain (mort en 1329), lui-même fils de Thoirdelbach mac Taigd Cael Uisce Ó Briain roi de Thomond, qui ne lui donne pas d'héritier male[13],[3].
3. Aveline (ou Éléanore), fille de Nicolas FitzMaurice, 3e Baron Kerry et de Slany O'Brien, fille de Conchobar Ó Briain, Prince de Thomond[13],[3],[14]

Avec sa première épouse il a un fils unique, Maurice FitzGerald (2e comte de Desmond).
De sa troisième épouse il a deux fils :
- Nicolas FitzGerald (décrit comme un idiot), ancêtre des MacRobert de Bellamullin ;
- Gearóid Iarla FitzGerald, surnommé  « Gerald le Poète ».

## Sources
- (en) T.W Moody, F.X. Martin, F.J. Byrne, A New History of Ireland IX Maps, Genealogies, Lists. A companion to Irish History part II, Oxford, Oxford University Press, 2011 (ISBN 9780199593064)
- (en) Clare Downham, Medieval Ireland, Cambridge, Cambridge University Press, 2018 (ISBN 9781906716066), p. 267
- (en) Art Cosgrove (sous la direction de), New History of Irland,Volume II ‘’Medieval Ireland 1169-1534’’, Oxford, Oxford University Press, 2008 (ISBN 978019 9539703), p. 252,377,279,297-300,372,395,298-300,356,357